# Verušičky (zámek)
Verušičky jsou zámek ve stejnojmenné obci v okrese Karlovy Vary. Dochovaná podoba pochází z novogotické přestavby, která proběhla v devatenáctém století. Zámek stojí uprostřed vesnice a od roku 1964 je chráněn jako kulturní památka.

## Historie
Věrušičky původně patřily k panství zámku Luka, ale v polovině šestnáctého století je získal Volf ze Štampachu, který zde založil nové panství s tvrzí doloženou poprvé v roce 1556. Když Volf roku 1557 zemřel, statek zdědila jeho dcera Anna, ale o majetek se musela nejprve soudit se svým strýcem Kryštofem ze Štampachu. Sama se provdala ze Sezimu Miřkovského ze Stropčic a spolu prodali panství v roce 1601 Jáchymu Ondřeji Šlikovi. V dalších letech se vystřídali tři majitelé: Prokop Dvořecký z Olbramovic, od roku 1605 Štěpán Šlik a Fabián Šebestián Pröllhofer z Perkersdorfu, který je koupil roku 1608 a připojil k Lukám, ke kterým patřily až do roku 1711.
Od osmnáctého století se majitelé rychle střídali. V roce 1711 panstí koupil hrabě František Helfried Voračický z Paběnic, ale už o čtyři roky později je získal František Ladislav Josef Nesslinger ze Schelchengrabenu. Dalšími vlastníky se stali Marie Alžběta Kfelířováze Zakšova (1741), František Xaver Putz z Brandenbachu (1758), František Antonín Nostic (1774), Friedrich Nostic, Kašpar Friedrich Josef z Overschie (1798) a po něm jeho syn Renatus. Nosticové nechali starou tvrz přestavět na barokní zámek. V roce 1810 panství získal Karel z Thysebaertu se synem Augustem a od roku 1830 patřilo malostranskému měšťanovi Janu Antonínovi Hladíkovi a po něm jeho Neteři Antonii z Neubergu.
Dále se v držení statku vystřídali manželé Josef a Vilhelmina Hetzelovi a karlovarský městský stavitel Josef Waldert, který zámek koupil 24. ledna 1908 za 180 760 zlatých. Na zámku žil s manželkou a dětmi. Před koncem první světové války, 4. dubna 1918, pak zámek daroval synu Josefovi a jeho manželce Martě, roz. Deimlingové. Syn panství prodal za druhé světové války, 11. dubna 1942, Meldioru Dresserovi. Jemu byl o tři roky později zabaven. Ve druhé polovině dvacátého století zámek využíval státní statek, jehož nedbalá údržba vedla k devastaci budovy, a dokonce k částečnému zřícení přístavku severního křídla.

## Stavební podoba
Předchůdcem zámku byla tvrz, která se částečně dochovala ve zdivu severního křídla. Tvořila ji patrová obdélná budova o rozměrech 27 × 18 metrů se zdmi silnými až 1,5 metru. V jejím přízemí byla chodba, kuchyně a po stranách chodby dvě dvojice dalších místností. Podle starých popisů měly místnosti klenby, které však byly odstraněny nejspíše během barokní přestavby. Při ní vzniklo také patrové východní křídlo s novým schodištěm do patra, v průčelí severního křídla byl postaven rizalit a přízemní místnost v severozápadním nároží získala valenou klenbu s trojbokými výsečemi. Nový vstup s dvojramenným schodištěm byl zřízen na jižní straně budovy. V devatenáctém století zanikly při novogotické přestavbě téměř všechny klenby, schodiště před jižním průčelím nahradil balkon a dvě nároží severního křídla ozdobily osmiboké věžičky.

## Přístup
Zámek stojí uprostřed vesnice, ale veřejnosti není přístupný. Přes vesnici ani jejím blízkým okolím nevedou žádné turistické trasy ani cyklotrasy.